# 鈴木育美
鈴木 育美（すずき いくみ、1990年2月10日 - ）は、日本の女子ラグビーユニオン選手。YOKOHAMA TKMに所属する。

## プロフィール
- 神奈川県出身。
- 身長 166cm、体重 58kg
- 7人制女子日本代表に選ばれたことがある[1]。
- 15人制女子日本代表に選ばれたことがある[2]。
- ポジションはウィング(WTB)、センター(CTB)。
- ニックネームはクーピー[3]、くみ、いくみ。

## 来歴
中学、高校とバスケットボールに打ち込んで大学からラグビーを始めた。
2008年、藤沢総合高校卒業後、日本体育大学に入る。
2012年、日本体育大学卒業後、YOKOHAMA TKMに加入。